# Jaume IV d'Escòcia
Jaume IV d'Escòcia (gaèlic escocès: Seumas IV Alba)  (Abadia de Holyrood, 17 de març de 1473 - Northumberland, 9 de setembre de 1513) fou rei d'Escòcia, fill de Jaume III i Margarida de Dinamarca.
Va sotmetre els darrers senyors de les Hèbrides que no acceptaven la seva autoritat. Va fundar la Universitat d'Aberdeen el 1494 i el 1496 promulgà una llei a favor de l'ensenyament obligatori. Durant el seu regnat es produí l'esclat de la literatura escocesa en scots. El 1503 es casà amb Margarida, filla d'Enric VII d'Anglaterra, encara que va mantenir l'aliança amb França. Quan Enric VII d'Anglaterra va morir, envaí Anglaterra amb la intenció d'ocupar-ne el tron, però Enric VIII d'Anglaterra va destruir el seu exèrcit a Flodden, on hi va morir lluitant.